# Тіффані Готьє
Тіффані Готьє (2 грудня 1993 , Сент-Етьєн ) — французька гірськолижниця. Учасниця зимових Олімпійських ігор 2018.

## Підсумкові місця в Кубку світу за роками
Усі результати наведено за даними Міжнародної федерації лижного спорту.
| Сезон |                 |        |                    |             |                  |                         |   |
| Вік   | Загальний залік | Слалом | Гігантський слалом | Супергігант | Швидкісний спуск | Гірськолижна комбінація |   |
| 2017  | 23              | 72     | —                  | —           | 25               | 43                      | — |
| 2018  | 24              | 37     | —                  | —           | 20               | 23                      | — |
| 2019  | 25              | 85     | —                  | —           | 37               | 39                      | — |
| 2020  | 26              | 51     | —                  | —           | 23               | 31                      | — |
| 2021  | 27              | 48     | —                  | —           | 17               | 31                      | — |

Станом на 13 лютого 2021 року

## Результати на чемпіонатах світу
Усі результати наведено за даними Міжнародної федерації лижного спорту.
| Рік  | Вік | Слалом | Гігантський слалом | Супергігант | Швидкісний спуск | Гірськолижна комбінація |
| ---- | --- | ------ | ------------------ | ----------- | ---------------- | ----------------------- |
| 2021 | 27  |        |                    | 21          | 23               |                         |

## Результати на Олімпійських іграх
Усі результати наведено за даними Міжнародної федерації лижного спорту.
| Рік  |        |                    |             |                  |                         |   |
| Вік  | Слалом | Гігантський слалом | Супергігант | Швидкісний спуск | Гірськолижна комбінація |   |
| 2018 | 24     | —                  | —           | 22               | 13                      | — |